# تشارلز باركر
تشارلز باركر (بالإنجليزية: Charles Parker)‏ هو سياسي أمريكي، ولد في 1877، وتوفي في 1934. انتخب عضو مجلس نواب ميشيغان ‏.